# Pinball Dreams
Pinball Dreams ist ein Computerspiel des schwedischen Entwicklungsstudios Digital Illusions aus dem Jahr 1992. Die Flippersimulation wurde vom Publisher 21st Century Entertainment vertrieben, und war ein so großer finanzieller Erfolg, dass in den Folgejahren eine Serie von Fortsetzungen veröffentlicht wurde.

## Spielprinzip und Technik
Der Hauptunterschied und gleichzeitig die wichtigste Innovation von Pinball Dreams im Vergleich zu früheren Flipperspielen war, dass nicht der komplette Tisch auf dem Screen gezeigt wird, sondern nur etwa ein Drittel. Dieser Bildausschnitt wird je nach der Lage der Spielkugel vertikal gescrollt. Auch das Sounddesign wurde von der Kritik gelobt, da das Spiel die verschiedenen Soundeffekte und die musikalische Untermalung gekonnt miteinander verbindet.
Von realen Flipperautomaten wurde der zwischen den beiden Paddeln befindliche Pin („Center Post“) übernommen, der hilft zu verhindern, dass eine Kugel direkt senkrecht nach unten fallen kann. Dagegen fehlt die an realen Flippertischen typische Multiball-Funktion, bei der mehrere Kugeln gleichzeitig auf dem Spielfeld gespielt werden. Dies wurde erst in einem der Nachfolgetitel, Pinball Illusions, realisiert.
Pinball Dreams enthält vier thematisch unterschiedliche Tische:
- Ignition: thematisiert Raumfahrt
- Steel Wheel: bietet Wild-West-Ambiente inkl. Banjo-Musik
- Beat Box: wartet mit Musik- und Chartthemen auf
- Nightmare: bietet Gruselatmosphäre auf einem Friedhof

Als technisch und spielerisch gelungenste Umsetzung gilt nach wie vor die originale Amiga-Version, die auf 2 Disketten erschien. Die PC-Version wurde mit einem Installationsschutz ausgestattet, der eine Installation des Spiels nur dreimal zulässt, indem eine versteckte Datei auf der Originaldiskette angelegt und deren enthaltene Information bei Folgeinstallationen abgefragt wurde.

## Entwicklungs- und Veröffentlichungsgeschichte
Pinball Dreams war finanziell ein großer Erfolg; 650.000 Einheiten wurden abgesetzt.
Neben der Amiga-Version gibt es Umsetzungen für PC, SNES, Game Boy und Game Gear. Im Dezember 2008 erschien eine Portierung des Spiels für das iPhone und iPod touch. Im Oktober 2009 folgte eine Version für PlayStation Portable über den PlayStation Store der PlayStation 3. Seit Mitte Dezember 2009 kann diese Version auch direkt als Minigame auf der PlayStation 3 gespielt werden. Es existiert ein unvollständiges Demake für den Commodore 64, das allerdings offenbar seit 2006 nicht mehr weiterentwickelt wird. Eine weitere ambitionierte 8-Bit-Konvertierung wurde hingegen in Form einer Vollversion für den Amstrad CPC veröffentlicht.

## Pinball-Serie
- 1992: Pinball Dreams
- 1992: Pinball Fantasies
- 1994: Pinball Dreams 2
- 1995: Pinball Illusions
- 1995: Pinball Mania
- 1995: Pinball World
- 1996: Pinball 3D-VCR
- 1996: Slamtilt
- 1996: Pinball Construction Kit

## Rezeption
Reviews der Amiga-Version von Pinball Dreams:
- The One Amiga: 4/92: 89 %
- Amiga Action 4/92: 87 %
- Amiga Power 4/92: 87 %
- Amiga Computing 4/92: 86 %
- Amiga Joker 3/92: 86 %[6]
- Amiga Format 4/92: 84 %
- ASM 4/92: 9 von 12[7]
- Powerplay 4/92: 72 %[8]